# OpenLeaks
OpenLeaks era  una página web de filtraciones la cual actualmente no está activa. Su objetivo fue realizar  filtraciones más seguras y extendidas.

## Historia
El proyecto OpenLeaks fue fundado en septiembre de 2010 por Daniel Domscheit-Berg. Domscheit-Berg dijo que la intención de OpenLeaks era ser más transparente que WikiLeaks.

En estos últimos meses, la organización WikiLeaks ya no es abierta. Han incumplido su promesa de código abierto.

Supuestamente OpenLeaks debía comenzar sus operaciones a principios de 2011, pero a pesar de la cobertura mediática todavía no está en funcionamiento.

## Miembros
OpenLeaks tiene dos contactos públicos, Daniel Domscheit-Berg y Herbert Snorrason, ambos estuvieron involucrados en WikiLeaks anteriormente.

## Conducto
En vez de publicar los documentos, OpenLeaks enviará los documentos a varias agencias de noticias o editoriales.
En el momento de este anuncio, WikiLeaks se enfrentaba a una serie de problemas: el fundador Julian Assange había sido arrestado en relación con un caso de agresión sexual; el sitio tenía problemas para encontrar un dominio y un proveedor de alojamiento seguro; muchas compañías habían bloqueado las formas de pago para financiar el sitio. De acuerdo a las declaraciones iniciales de Domscheit-Berg, él esperaba que OpenLeaks fuera capaz de solventar los problemas de WikiLeaks sirviendo solo como salvoconducto entre los dueños de la información y la prensa, en vez de publicar los documentos por sí mismo. La organización también pretende tener un gobierno democrático, en vez de ser dirigida por una persona o un pequeño grupo.
«Nuestro objetivo a largo plazo es construir una plataforma fuerte y transparente para apoyar a los alertadores –en términos de tecnología y política– mientras al mismo tiempo animamos a otros a empezar proyectos similares», dijo un colega que desea permanecer en el anonimato.